# Popis vrsta roda Cyperus
Popis vrsta roda Cyperus
1. Cyperus abietinus (Goetgh.) Bauters
2. Cyperus absconditicoronatus Bauters, Reynders & Goetgh.
3. Cyperus acaulescens Reynders
4. Cyperus acholiensis Larridon
5. Cyperus acuminatus Torr. & Hook.
6. Cyperus acuticarinatus Kük.
7. Cyperus aethiops Welw. ex Ridl.
8. Cyperus affinis Roem. & Schult.
9. Cyperus africanus (S.S.Hooper) Reynders
10. Cyperus afro-occidentalis (Lye) Huygh
11. Cyperus afroalpinus Lye
12. Cyperus afrodunensis Lye
13. Cyperus afroechinatus Lye
14. Cyperus afromontanus Lye
15. Cyperus afropumilus (Lye) Lye
16. Cyperus afrorobustus Lye
17. Cyperus afrovaricus Lye
18. Cyperus aggregatus (Willd.) Endl.
19. Cyperus ajax C.B.Clarke
20. Cyperus alaticaulis R.Booth, D.J.Moore & Hodgon
21. Cyperus alatus (Nees) F.Muell.
22. Cyperus albescens (Steud.) Larridon & Govaerts
23. Cyperus albiceps Ridl.
24. Cyperus albogracilis (Lye) Lye
25. Cyperus albopilosus (C.B.Clarke) Kük.
26. Cyperus albopurpureus Cherm.
27. Cyperus albosanguineus Kük.
28. Cyperus albostriatus Schrad.
29. Cyperus albus J.Presl & C.Presl
30. Cyperus algeriensis Väre & Kukkonen
31. Cyperus alleizettei (Cherm.) Kük.
32. Cyperus almensis D.A.Simpson
33. Cyperus alopecuroides Rottb.
34. Cyperus alterniflorus R.Br.
35. Cyperus alternifolius L.
36. Cyperus altochrysocephalus Lye
37. Cyperus altomicroglumis Lye
38. Cyperus altsonii Kük.
39. Cyperus alulatus J.Kern
40. Cyperus alvesii G.C.Tucker
41. Cyperus amabilis Vahl
42. Cyperus amauropus Steud.
43. Cyperus ampullaceus (J.Raynal) Bauters
44. Cyperus × amuricocompressus T.Koyama
45. Cyperus amuricus Maxim.
46. Cyperus anderssonii Boeckeler
47. Cyperus angolensis Boeckeler
48. Cyperus angustatus R.Br.
49. Cyperus anisitsii Kük.
50. Cyperus ankaizinensis Cherm.
51. Cyperus ankaratrensis Cherm.
52. Cyperus antillanus (Kük.) O'Neill
53. Cyperus appendiculatus (Brongn.) Kunth
54. Cyperus aquatilis R.Br.
55. Cyperus arenarius Retz.
56. Cyperus aristulatus (Coville) Bauters
57. Cyperus armstrongii Benth.
58. Cyperus aromaticus (Ridl.) Mattf. & Kük.
59. Cyperus arsenei O'Neill & Ben.Ayers
60. Cyperus articulatus L.
61. Cyperus aschenbornianus Boeckeler
62. Cyperus ascocapensis Bauters
63. Cyperus ascodensus Goetgh.
64. Cyperus ascofibrillosus Goetgh.
65. Cyperus ascohemisphaericus Goetgh.
66. Cyperus asconeglectus Goetgh.
67. Cyperus ascopinguis Goetgh.
68. Cyperus ascopusillus Goetgh.
69. Cyperus ascospinulosus Goetgh.
70. Cyperus ascotrigonus Goetgh.
71. Cyperus assimilis Steud.
72. Cyperus astartodes K.L.Wilson
73. Cyperus aster (C.B.Clarke ex Cherm.) Kük.
74. Cyperus aterrimus Hochst. ex Steud.
75. Cyperus atkinsonii C.B.Clarke
76. Cyperus atractocarpus Ridl.
77. Cyperus atribulbus Kük.
78. Cyperus atriceps (Kük.) C.Archer & Goetgh.
79. Cyperus atrobrunneus Baker
80. Cyperus atronervatus Boeckeler
81. Cyperus atrorubidus (Nelmes) Raymond
82. Cyperus aucheri Jaub. & Spach
83. Cyperus auratus (Nees) Huygh
84. Cyperus aureoalatus Lye
85. Cyperus aureobrunneus C.B.Clarke
86. Cyperus aureostramineus Mattf. & Kük.
87. Cyperus aureovillosus (Lye) Lye
88. Cyperus auriculatus Nees & Meyen ex Kunth
89. Cyperus aurifer Cherm.
90. Cyperus austroafricanus C.Archer & Goetgh.
91. Cyperus austrochrysanthus Lye
92. Cyperus babakan Steud.
93. Cyperus balfourii C.B.Clarke
94. Cyperus baobab Lye
95. Cyperus baoulensis Kük.
96. Cyperus baronii C.B.Clarke
97. Cyperus barrosianus Herter
98. Cyperus beentjei L.R.Gardner & O.Weber
99. Cyperus bellus Kunth
100. Cyperus benadirensis Chiov.
101. Cyperus beninensis (Samain, Reynders & Goetgh.) Huygh
102. Cyperus bernieri Cherm.
103. Cyperus berroi (C.B.Clarke) Barros
104. Cyperus betafensis Cherm.
105. Cyperus betchei (Kük.) S.T.Blake
106. Cyperus betschuanus Boeckeler
107. Cyperus beyrichii (Schrad. ex Nees) Steud.
108. Cyperus bifolius Lye
109. Cyperus bigibbosa Fosberg
110. Cyperus bipartitus Torr.
111. Cyperus blakeanus K.L.Wilson
112. Cyperus blastophorus (Cherm.) Kük.
113. Cyperus blatteri (McCann) Wad.Khan
114. Cyperus blepharoleptos Steud.
115. Cyperus blysmoides Hochst. ex C.B.Clarke
116. Cyperus bonariensis G.C.Tucker
117. Cyperus boreobellus Lye
118. Cyperus boreochrysocephalus Lye
119. Cyperus boreohemisphaericus Lye
120. Cyperus bowmanni F.Muell. ex Benth.
121. Cyperus bracheilema (Steud.) Mattf. & Kük.
122. Cyperus brasiliensis (Kunth) Bauters
123. Cyperus breedlovei G.C.Tucker
124. Cyperus breviculmis R.Br.
125. Cyperus brevifolioides Thieret & Delahouss.
126. Cyperus brevifolius (Rottb.) Hassk.
127. Cyperus breviglumis Lye
128. Cyperus brumadoi D.A.Simpson
129. Cyperus brunneoalatus (Cherm.) Huygh
130. Cyperus brunneoalbus (Lye) Lye
131. Cyperus brunneofibrosus Lye
132. Cyperus brunnescens Boeckeler
133. Cyperus brunneus Sw.
134. Cyperus bulbipes Mattf. & Kük.
135. Cyperus bulbosus Vahl
136. Cyperus burkartii Guagl.
137. Cyperus caesius Boeckeler
138. Cyperus calderoniae S.González
139. Cyperus camagueyensis Britton
140. Cyperus camerunensis Lye
141. Cyperus camphoratus Liebm.
142. Cyperus cancrorum Cherm.
143. Cyperus canus J.Presl & C.Presl
144. Cyperus capensis (Steud.) Endl.
145. Cyperus capillifolius A.Rich.
146. Cyperus capitatus Vand., glavičasti šilj
147. Cyperus cardosoi (Meneses) Huygh
148. Cyperus carinalaevis (Lye & Mesterházy) Huygh
149. Cyperus carinatus R.Br.
150. Cyperus cartilagineus (K.Schum.) Mattf. & Kük.
151. Cyperus castaneobellus Lye
152. Cyperus castaneus Willd.
153. Cyperus cataphyllatus (Huygh & Schouppe) Huygh
154. Cyperus cataractarum (C.B.Clarke) K.Schum. ex Engl.
155. Cyperus cearaensis Gross ex Kük.
156. Cyperus celans Kukkonen
157. Cyperus cellulosoreticulatus Boeckeler
158. Cyperus centralis K.L.Wilson
159. Cyperus cephalanthus Torr. & Hook.
160. Cyperus cephalotes Vahl
161. Cyperus ceylanicus T.Koyama
162. Cyperus chaetophyllus (Chiov.) Kük.
163. Cyperus chalaranthus J.Presl & C.Presl
164. Cyperus chamaecephalus Cherm.
165. Cyperus chermezonianus Robyns & Tournay
166. Cyperus chermezonii Kük.
167. Cyperus chersinus (N.E.Br.) Kük.
168. Cyperus chevalieri Kük.
169. Cyperus chinsalensis Podlech
170. Cyperus chionocephalus (Chiov.) Chiov. ex Chiarugi
171. Cyperus chlorocephalus (C.B.Clarke) Kük.
172. Cyperus chlorotropis (Steud.) Mattf. & Kük.
173. Cyperus chordorrhizus Chiov.
174. Cyperus chorisanthus C.B.Clarke
175. Cyperus chrysanthoides (Mtot.) Huygh
176. Cyperus chrysanthus Boeckeler
177. Cyperus chrysocephalus (K.Schum.) Kük.
178. Cyperus ciliatopilosus Mattf. & Kük.
179. Cyperus ciliatus Jungh.
180. Cyperus cinereobrunneus Kük.
181. Cyperus clandestinus Steud.
182. Cyperus clarkei T.Cooke
183. Cyperus clarus S.T.Blake
184. Cyperus clavinux C.B.Clarke
185. Cyperus colchicus K.Koch
186. Cyperus columbiensis Palla
187. Cyperus colymbetes Kotschy & Peyr.
188. Cyperus commixtus Kük.
189. Cyperus comosipes Mattf. & Kük.
190. Cyperus compactus Retz.
191. Cyperus compressiformis (Cherm.) Kük.
192. Cyperus compressus L.
193. Cyperus concinnus R.Br.
194. Cyperus confertus Sw.
195. Cyperus congensis C.B.Clarke
196. Cyperus congestus Vahl
197. Cyperus conglomeratus Rottb.
198. Cyperus conicus (R.Br.) Boeckeler
199. Cyperus conservator-davidii G.C.Tucker
200. Cyperus consors C.B.Clarke
201. Cyperus constanzae Urb.
202. Cyperus constrictus (Goetgh.) Bauters
203. Cyperus controversus (Steud.) Mattf. & Kük.
204. Cyperus coonoorensis Viji, Pandur., Deepu & G.C.Tucker
205. Cyperus coriifolius Boeckeler
206. Cyperus cornelii-ostenii Kük.
207. Cyperus correllii (T.Koyama) G.C.Tucker
208. Cyperus corymbosus Rottb.
209. Cyperus costaricensis Gómez-Laur.
210. Cyperus costatus Mattf. & Kük.
211. Cyperus cracens K.L.Wilson
212. Cyperus crassicuspis (J.Raynal) Bauters
213. Cyperus crassipes Vahl
214. Cyperus cremeomariscus Lye
215. Cyperus crispulus K.L.Wilson
216. Cyperus cristulatus S.T.Blake
217. Cyperus croceus Vahl
218. Cyperus cruentus Rottb.
219. Cyperus crypsoides J.Kern
220. Cyperus cuanzensis Ridl.
221. Cyperus cundudoensis Chiov.
222. Cyperus cunninghamii (C.B.Clarke) C.A.Gardner
223. Cyperus curvistylis J.Kern
224. Cyperus cuspidatus Kunth
225. Cyperus cylindrostachyus Boeckeler
226. Cyperus cymulosus Willemet
227. Cyperus cyperinus (Retz.) Valck.Sur.
228. Cyperus cyperoides (L.) Kuntze
229. Cyperus cyprius Post
230. Cyperus dactyliformis Boeckeler
231. Cyperus dactylotes Benth.
232. Cyperus davidsei G.C.Tucker
233. Cyperus × deamii O'Neill
234. Cyperus debilissimus Baker
235. Cyperus deciduus Boeckeler
236. Cyperus decompositus (R.Br.) F.Muell.
237. Cyperus decurvatus (C.B.Clarke) C.Archer & Goetgh.
238. Cyperus delavayi (C.B.Clarke) Kük.
239. Cyperus demangei (J.Raynal) Lye
240. Cyperus densibulbosus Lye
241. Cyperus dentatus Torr.
242. Cyperus dentoniae G.C.Tucker
243. Cyperus denudatus L.f.
244. Cyperus derreilema Steud.
245. Cyperus dewildeorum (J.Raynal) Lye
246. Cyperus diamantinus (D.A.Simpson) Govaerts
247. Cyperus diandrus Torr.
248. Cyperus diaphanus Schrad.
249. Cyperus dichromeniformis Kunth
250. Cyperus dichromus C.B.Clarke
251. Cyperus dichrostachyus Hochst. ex A.Rich.
252. Cyperus dietrichiae Boeckeler
253. Cyperus difformis L., raznolični šilj
254. Cyperus diffusus Vahl
255. Cyperus digitatus Roxb.
256. Cyperus dilatatus Schumach.
257. Cyperus diloloensis (Kük. ex Cherm.) Kük.
258. Cyperus dioicus I.M.Johnst.
259. Cyperus dipsaceus Liebm.
260. Cyperus dipsacoides (Schumach.) Bauters
261. Cyperus disjunctus C.B.Clarke
262. Cyperus distans L.f.
263. Cyperus distichus (Merxm. & Czech) Bauters
264. Cyperus distinctus Steud.
265. Cyperus diurensis Boeckeler
266. Cyperus dives Delile
267. Cyperus divulsus Ridl.
268. Cyperus diwakarii Wad.Khan & Solanke
269. Cyperus drakensbergensis (Vorster) Govaerts
270. Cyperus dregeanus Kunth
271. Cyperus drummondii Torr. & Hook.
272. Cyperus dubius Rottb.
273. Cyperus duclouxii E.G.Camus
274. Cyperus dunensis (Cherm.) Kük.
275. Cyperus duripes I.M.Johnst.
276. Cyperus durus Kunth
277. Cyperus dwarkensis K.C.Sahni & H.B.Naithani
278. Cyperus eboracensis R.Booth, D.J.Moore & Hodgon
279. Cyperus echinatus (L.) Alph.Wood
280. Cyperus echinus (J.Raynal) Bauters
281. Cyperus eglandulosus (Govind. & Ramani) V.P.Prasad & Govaerts
282. Cyperus eglobosus K.L.Wilson
283. Cyperus ekmanii Kük.
284. Cyperus elatus L.
285. Cyperus elegans L.
286. Cyperus elegantulus Steud.
287. Cyperus elephantinus (C.B.Clarke) C.B.Clarke
288. Cyperus endlichii Kük.
289. Cyperus enervis R.Br.
290. Cyperus entrerianus Boeckeler
291. Cyperus ephemerus Kukkonen & Väre
292. Cyperus eragrostis Lam.
293. Cyperus erectus (Schumach.) Mattf. & Kük.
294. Cyperus eremicus Kukkonen
295. Cyperus erinaceus (Ridl.) Kük.
296. Cyperus eriocauloides (Steud.) Bauters
297. Cyperus erythrocephalus (S.S.Hooper) Bauters
298. Cyperus erythrorhizos Muhl.
299. Cyperus esculentus L., jajca, lišnjačići slatki
300. Cyperus exaltatus Retz.
301. Cyperus exilis Willd. ex Kunth
302. Cyperus eximius (C.B.Clarke) Mattf. & Kük.
303. Cyperus expansus Poir.
304. Cyperus fastigiatus Rottb.
305. Cyperus fauriei Kük.
306. Cyperus feani F.Br.
307. Cyperus fedoniae G.C.Tucker
308. Cyperus felicis (J.Raynal) Lye
309. Cyperus felipponei Kük.
310. Cyperus fendlerianus Boeckeler
311. Cyperus ferrugineoviridis (C.B.Clarke) Kük.
312. Cyperus fertilis Boeckeler
313. Cyperus fibrillosus Kük.
314. Cyperus filicinus Vahl
315. Cyperus filiculmis Vahl
316. Cyperus filifolius Willd. ex Kunth
317. Cyperus filiformis Sw.
318. Cyperus filipes Benth.
319. Cyperus fischerianus G.W.Schimp. ex A.Rich.
320. Cyperus fissus Steud.
321. Cyperus flaccidus R.Br.
322. Cyperus flavescens L., žućkasti oštrik
323. Cyperus flavidus Retz.
324. Cyperus flavoculmis Lye
325. Cyperus flexuosus Vahl
326. Cyperus floribundus (Kük.) R.Carter & S.D.Jones
327. Cyperus floridanus Britton
328. Cyperus fluminalis Ridl.
329. Cyperus foliaceus C.B.Clarke
330. Cyperus fontinalis (Cherm.) Kük.
331. Cyperus forskalianus Väre & Kukkonen
332. Cyperus friburgensis Boeckeler
333. Cyperus fucosus K.L.Wilson, smeđi šilj
334. Cyperus fugax Liebm.
335. Cyperus fulgens C.B.Clarke
336. Cyperus fuligineus Chapm.
337. Cyperus fulvoalbescens T.Koyama
338. Cyperus fulvus R.Br.
339. Cyperus fuscescens Willd. ex Link
340. Cyperus fuscovaginatus Kük.
341. Cyperus fuscus L.
342. Cyperus gardneri Nees
343. Cyperus gayi (C.B.Clarke) Kük.
344. Cyperus giganteus Vahl
345. Cyperus gigantobulbes Lye
346. Cyperus gilesii Benth.
347. Cyperus glaber L., goli oštrik
348. Cyperus glaucophyllus Boeckeler
349. Cyperus glomeratus L., klupčasti oštrik
350. Cyperus gossweileri Kük.
351. Cyperus graciliculmis Lye
352. Cyperus gracilis R.Br.
353. Cyperus gracillimus (Chiov.) Kük.
354. Cyperus grammicus Kunze ex Kunth
355. Cyperus granatensis C.B.Clarke
356. Cyperus grandibulbosus C.B.Clarke
357. Cyperus grandifolius Andersson
358. Cyperus grandis C.B.Clarke
359. Cyperus grandisimplex C.B.Clarke
360. Cyperus granitophilus McVaugh
361. Cyperus grayi Torr.
362. Cyperus grayioides Mohlenbr.
363. Cyperus grossianus Pedersen
364. Cyperus guatemalensis Steud.
365. Cyperus gubanii Väre & Kukkonen
366. Cyperus guianensis (C.B.Clarke) Kük.
367. Cyperus gunnii Hook.f.
368. Cyperus gymnocaulos Steud.
369. Cyperus gypsophilus Lye
370. Cyperus gyraudinii Steud.
371. Cyperus haematocephalus Boeckeler ex C.B.Clarke
372. Cyperus hainanensis (Chun & F.C.How) G.C.Tucker
373. Cyperus hakonensis Franch. & Sav.
374. Cyperus hamulosus M.Bieb.
375. Cyperus harrisii Kük.
376. Cyperus haspan L.
377. Cyperus hayesii (C.B.Clarke) Standl.
378. Cyperus helferi Boeckeler
379. Cyperus hemidrummondii Goetgh.
380. Cyperus hemioccidentalis Goetgh.
381. Cyperus hemisphaericus Boeckeler
382. Cyperus hensii C.B.Clarke
383. Cyperus hermaphroditus (Jacq.) Standl.
384. Cyperus hesperius K.L.Wilson
385. Cyperus heterocladus Baker
386. Cyperus hieronymi Boeckeler
387. Cyperus hilairenus Steud.
388. Cyperus hilgendorfianus Boeckeler
389. Cyperus hillebrandii Boeckeler
390. Cyperus hirtellus (Chiov.) Kük.
391. Cyperus holoschoenus R.Br.
392. Cyperus holostigma C.B.Clarke ex Schweinf.
393. Cyperus holstii Kük.
394. Cyperus hooperae G.C.Tucker
395. Cyperus hortensis (Salzm. ex Steud.) Dorr
396. Cyperus houghtonii Torr.
397. Cyperus humilis Kunth
398. Cyperus hyalinus Vahl
399. Cyperus hypochlorus Hillebr.
400. Cyperus hypopitys G.C.Tucker
401. Cyperus hystricinus Fernald
402. Cyperus hystricoides (B.Nord.) Bauters
403. Cyperus imbecillis R.Br.
404. Cyperus imbricatus Retz.
405. Cyperus impolitus Kunth
406. Cyperus impubes Steud.
407. Cyperus inaequalis Willemet
408. Cyperus inauratus (Nees ex Boeckeler) Mattf. & Kük.
409. Cyperus incompressus C.B.Clarke
410. Cyperus incomtus Kunth
411. Cyperus indecorus Kunth
412. Cyperus infucatus Kunth
413. Cyperus inops C.B.Clarke
414. Cyperus inselbergensis Lye
415. Cyperus × insidiosus Cherm.
416. Cyperus insularis Heenan & de Lange
417. Cyperus intactus Vahl
418. Cyperus intricatus Schrad.
419. Cyperus iria L.
420. Cyperus isabellinus K.L.Wilson
421. Cyperus ischnos Schltdl.
422. Cyperus isolepis (Nees) Bauters
423. Cyperus ivohibensis (Cherm.) Kük.
424. Cyperus ixiocarpus F.Muell.
425. Cyperus javanicus Houtt.
426. Cyperus jeminicus Rottb.
427. Cyperus juncelliformis Peter & Kük.
428. Cyperus kabarensis Cherm.
429. Cyperus kaessneri C.B.Clarke
430. Cyperus kamtschaticus (Meinsh.) Yonek.
431. Cyperus kanarensis (V.P.Prasad & N.P.Singh) V.P.Prasad & Govaerts
432. Cyperus kappleri Hochst. ex Steud.
433. Cyperus karisimbiensis (Cherm.) Kük.
434. Cyperus karlschumannii C.B.Clarke
435. Cyperus karthikeyanii Wad.Khan & Lakshmin.
436. Cyperus kasamensis Podlech
437. Cyperus kernii (Raymond) Bauters
438. Cyperus kerstenii Boeckeler
439. Cyperus kibweanus J.Duvign.
440. Cyperus kilianii (Muasya & D.A.Simpson) Lye
441. Cyperus kilimandscharicus Kük.
442. Cyperus kipasensis Cherm.
443. Cyperus kirkii C.B.Clarke
444. Cyperus kituiensis Muasya
445. Cyperus koyaliensis Cherm.
446. Cyperus kurzii C.B.Clarke
447. Cyperus kwaleensis Lye
448. Cyperus kyllingiella Larridon
449. Cyperus kyllingiformis Lye
450. Cyperus lacunosus Griseb.
451. Cyperus lacustris Schrad. ex Nees
452. Cyperus laeteflorens (C.B.Clarke) Kük.
453. Cyperus laetus J.Presl & C.Presl
454. Cyperus laevigatus L.
455. Cyperus laevis R.Br.
456. Cyperus lancastriensis Porter
457. Cyperus lanceolatus Poir.
458. Cyperus lateriticus J.Raynal
459. Cyperus latifolius Poir.
460. Cyperus latzii K.L.Wilson
461. Cyperus laxespicatus Kük.
462. Cyperus laxiflorus Poir.
463. Cyperus laxus Lam.
464. Cyperus lecontei Torr. ex Steud.
465. Cyperus lehmannii (Nees) F.Muell.
466. Cyperus leiocaulon Benth.
467. Cyperus lentiginosus Millsp. & Chase
468. Cyperus leptocarpus (F.Muell.) Bauters
469. Cyperus leptocladus Kunth
470. Cyperus leptorhachis Mattf. & Kük.
471. Cyperus leucaspis (J.Raynal) Bauters
472. Cyperus leucocephalus Retz.
473. Cyperus lhotskyanus Beck
474. Cyperus ligularis L.
475. Cyperus limiticola Larridon & Reynders
476. Cyperus limosus Maxim.
477. Cyperus linearispiculatus T.L.Dai
478. Cyperus lipoater Goetgh.
479. Cyperus lipocarphioides (Kük.) Lye
480. Cyperus lipocomosus Goetgh.
481. Cyperus lipofiliformis Goetgh.
482. Cyperus lipomexicanus Goetgh.
483. Cyperus lipomonostachyus Goetgh.
484. Cyperus lipopygmaeus Goetgh.
485. Cyperus liporobinsonii Goetgh.
486. Cyperus lipothermalis Goetgh.
487. Cyperus locuples C.B.Clarke
488. Cyperus longi-involucratus Lye
489. Cyperus longifolius Poir.
490. Cyperus longispicula Muasya & D.A.Simpson
491. Cyperus longistolon Peter & Kük.
492. Cyperus longistylus Kük.
493. Cyperus longivaginans Kük.
494. Cyperus longus L., dugi oštrik
495. Cyperus lucidus R.Br.
496. Cyperus luerssenii Boeckeler
497. Cyperus lundellii O'Neill
498. Cyperus lupulinus (Spreng.) Marcks
499. Cyperus luteostramineus Mattf. & Kük.
500. Cyperus luteus Boeckeler
501. Cyperus luzulae (L.) Retz.
502. Cyperus macer C.B.Clarke
503. Cyperus macranthus Boeckeler
504. Cyperus macropachycephalus Goetgh.
505. Cyperus macrophyllus (Brongn.) Boeckeler
506. Cyperus macrorrhizus Nees
507. Cyperus macrostachyos Lam.
508. Cyperus maculatus Boeckeler
509. Cyperus maderaspatanus Willd.
510. Cyperus mahadevanii (Govind.) V.P.Prasad & Govaerts
511. Cyperus majestuosus (P.A.Duvign. & G.Léonard) Bauters
512. Cyperus majungensis Cherm.
513. Cyperus malabaricus (C.B.Clarke) T.Cooke
514. Cyperus malaccensis Lam.
515. Cyperus malawicus (J.Raynal) Lye
516. Cyperus mangorensis Cherm.
517. Cyperus manimae Kunth
518. Cyperus mapanioides C.B.Clarke
519. Cyperus maranguensis K.Schum.
520. Cyperus margaritaceus Vahl
521. Cyperus marginatus Thunb.
522. Cyperus marlothii Boeckeler
523. Cyperus marojejyensis Bosser
524. Cyperus marquisensis F.Br.
525. Cyperus matagoroensis Muasya & D.A.Simpson
526. Cyperus matudae G.C.Tucker
527. Cyperus mauretaniensis Väre & Kukkonen
528. Cyperus mbitheanus (Muasya) Huygh
529. Cyperus medusaeus Chiov.
530. Cyperus meeboldii Kük.
531. Cyperus megalanthus (Kük.) G.C.Tucker
532. Cyperus megapotamicus (A.Dietr.) Kunth
533. Cyperus meistostylus S.T.Blake
534. Cyperus melanacme (Nelmes) Raymond
535. Cyperus melanospermus (Nees) Valck.Sur.
536. Cyperus melas Ridl.
537. Cyperus membranaceus Vahl
538. Cyperus meridionalis Barros
539. Cyperus × mesochorus Geise
540. Cyperus metallorum (P.A.Duvign. & G.Léonard) Bauters
541. Cyperus metzii (Hochst. ex Steud.) Mattf. & Kük.
542. Cyperus meyenianus Kunth
543. Cyperus meyerianus Kunth
544. Cyperus michelianus (L.) Delile, dvostupka
545. Cyperus michoacanensis Britton ex C.B.Clarke
546. Cyperus micrantherus Cherm.
547. Cyperus microaureus Lye
548. Cyperus microbolbos C.B.Clarke
549. Cyperus microbracteatus (Lye) Lye
550. Cyperus microbrunneus G.C.Tucker
551. Cyperus microbulbosus (Lye) Lye
552. Cyperus microcephalus R.Br.
553. Cyperus microcristatus Lye
554. Cyperus microglumis D.A.Simpson
555. Cyperus microiria Steud.
556. Cyperus micromariscus Lye
557. Cyperus micromedusaeus Lye
558. Cyperus micromelas (Lye) Lye
559. Cyperus micropelophilus Lye
560. Cyperus microstylus (C.B.Clarke) Mattf. & Kük.
561. Cyperus microumbellatus Lye
562. Cyperus miliifolius Poepp. & Kunth
563. Cyperus mindorensis (Steud.) Huygh
564. Cyperus mirus C.B.Clarke
565. Cyperus mitis Steud.
566. Cyperus mogadoxensis Chiov.
567. Cyperus molliglumis Cherm.
568. Cyperus mollipes (C.B.Clarke) K.Schum.
569. Cyperus monoflorus Lye
570. Cyperus monospermus (S.M.Huang) G.C.Tucker
571. Cyperus mortonii (S.S.Hooper) Lye
572. Cyperus moutona F.Br.
573. Cyperus mudugensis D.A.Simpson
574. Cyperus multifolius Kunth
575. Cyperus multinervatus Bosser
576. Cyperus multispicatus Boeckeler
577. Cyperus multispiceus R.Booth, D.J.Moore & Hodgon
578. Cyperus mundii (Nees) Kunth
579. Cyperus mundulus Kunth
580. Cyperus muniziae G.C.Tucker
581. Cyperus munnarensis V.P.Prasad & Govaerts
582. Cyperus muricatus Kük.
583. Cyperus mutisii (Kunth) Andersson
584. Cyperus mwinilungensis Podlech
585. Cyperus myrmecias Ridl.
586. Cyperus nanellus Tang & F.T.Wang
587. Cyperus nanus Willd.
588. Cyperus natalensis Hochst. ex C.Krauss
589. Cyperus nayaritensis G.C.Tucker
590. Cyperus nduru Cherm.
591. Cyperus nemoralis Cherm.
592. Cyperus neobarteri T.Koyama
593. Cyperus neochinensis (Tang & F.T.Wang) Bauters
594. Cyperus neocooperi Reynders
595. Cyperus neoguinensis Kük.
596. Cyperus neokunthianus Kük.
597. Cyperus neotropicalis Alain
598. Cyperus neourbanii Kük.
599. Cyperus nervosostriatus Turrill
600. Cyperus nervulosus (Kük.) S.T.Blake
601. Cyperus ngothe (Mtot.) Huygh
602. Cyperus niederleinianus Boeckeler
603. Cyperus niger Ruiz & Pav.
604. Cyperus nigricans Steud.
605. Cyperus nigriceps Huygh
606. Cyperus nigripes (C.B.Clarke) Kük.
607. Cyperus nigrofuscus T.L.Dai
608. Cyperus niigatensis Ohwi
609. Cyperus nipponicus Franch. & Sav.
610. Cyperus nitidus Lam.
611. Cyperus niveoides C.B.Clarke
612. Cyperus niveus Retz.
613. Cyperus noeanus Boiss.
614. Cyperus nudiceps (C.B.Clarke ex Standl.) O'Neill
615. Cyperus nuerensis Boeckeler
616. Cyperus nutans Vahl
617. Cyperus nyasensis (Podlech) Lye
618. Cyperus nyererei Lye
619. Cyperus oakfortensis Boeckeler ex C.B.Clarke
620. Cyperus obbiadensis Chiov.
621. Cyperus oblongoincrassatus Kük.
622. Cyperus obtusatus (J.Presl & C.Presl) Mattf. & Kük.
623. Cyperus obtusus Willemet
624. Cyperus ochraceus Vahl
625. Cyperus odoratus L.
626. Cyperus ohwii Kük.
627. Cyperus okavangensis (Podlech) Reynders
628. Cyperus onerosus M.C.Johnst.
629. Cyperus orgadophilus K.L.Wilson
630. Cyperus ornatus R.Br.
631. Cyperus orthostachyus Franch. & Sav.
632. Cyperus ossicaulis Lye
633. Cyperus ovatus Baldwin
634. Cyperus overlaetii (Cherm. ex S.S.Hooper & J.Raynal) Lye
635. Cyperus owanii Boeckeler
636. Cyperus oxycarpus S.T.Blake
637. Cyperus oxylepis Nees ex Steud.
638. Cyperus pachycephalus J.Kern
639. Cyperus pachyrhizus Nees
640. Cyperus pachystylus (Kük.) Kük.
641. Cyperus pacificus (Ohwi) Ohwi
642. Cyperus pagotii (J.Raynal) Lye
643. Cyperus palianparaiensis Govind.
644. Cyperus pallidicolor (Kük.) G.C.Tucker
645. Cyperus palmatus (Lye) C.Archer & Goetgh.
646. Cyperus panamensis (C.B.Clarke) Britton ex Standl.
647. Cyperus pandanophyllum C.B.Clarke
648. Cyperus pangorei Rottb.
649. Cyperus paniceus (Rottb.) Boeckeler
650. Cyperus pannonicus Jacq., panonski slatinski šilj
651. Cyperus paolii Chiov.
652. Cyperus papyrus L.
653. Cyperus paramoensis G.C.Tucker
654. Cyperus parishii Britton
655. Cyperus pauper Hochst. ex A.Rich.
656. Cyperus pearcei C.B.Clarke
657. Cyperus pectinatus Vahl
658. Cyperus pedunculatus (R.Br.) J.Kern
659. Cyperus pedunculosus F.Muell.
660. Cyperus pelophilus Ridl.
661. Cyperus pendulus Cherm.
662. Cyperus penicillatus Conz.
663. Cyperus pennatiformis Kük.
664. Cyperus pennellii O'Neill & Ben.Ayers
665. Cyperus penzoanus Pic.Serm.
666. Cyperus perangustus S.T.Blake
667. Cyperus perennis (M.E.Jones) O'Neill
668. Cyperus permacer C.B.Clarke
669. Cyperus permutatus Boeckeler
670. Cyperus pernambucensis Steud.
671. Cyperus perrieri (Cherm.) Hoenselaar
672. Cyperus perspicuus (S.S.Hooper) Bauters
673. Cyperus persquarrosus T.Koyama
674. Cyperus pertenuis Roxb.
675. Cyperus pervillei Boeckeler
676. Cyperus peteri Kük.
677. Cyperus phaeolepis Cherm.
678. Cyperus phillipsiae (C.B.Clarke) Kük.
679. Cyperus phleoides (Nees ex Kunth) H.Mann
680. Cyperus picardae Boeckeler
681. Cyperus pilosulus (C.B.Clarke) K.Schum. ex Kük.
682. Cyperus pilosus Vahl
683. Cyperus pinetorum Britton
684. Cyperus planifolius Rich.
685. Cyperus plantaginifolius Cherm.
686. Cyperus plateilema (Steud.) Kük.
687. Cyperus platycaulis Baker
688. Cyperus platyphyllus Roem. & Schult.
689. Cyperus platystylis R.Br.
690. Cyperus plukenetii Fernald
691. Cyperus pluribracteatus (Kük.) Govaerts
692. Cyperus pluricephalus Lye
693. Cyperus plurinervosus Bodard
694. Cyperus podocarpus Boeckeler
695. Cyperus poecilus C.B.Clarke
696. Cyperus poeppigii Kunth
697. Cyperus pohlii (Nees) Steud.
698. Cyperus poikilostachys (Nelmes) Reynders
699. Cyperus polyanthelus Govind.
700. Cyperus polystachyos Rottb.
701. Cyperus portae-tartari K.L.Wilson
702. Cyperus potiguar A.R.O.Ribeiro, M.Alves & R.C.Oliveira
703. Cyperus praealtus Kük.
704. Cyperus praemorsus Boeckeler
705. Cyperus pratensis Boeckeler
706. Cyperus pratorum Korotky
707. Cyperus prieurianus (Steud.) T.Koyama
708. Cyperus procerus Rottb.
709. Cyperus prolifer Lam.
710. Cyperus prolixus Kunth
711. Cyperus proteus (Welw.) Bauters
712. Cyperus psammophilus Cherm.
713. Cyperus pseuderemicus Kukkonen & Väre
714. Cyperus pseudobrunneus (C.B.Clarke ex Cherm.) Kük.
715. Cyperus pseudobulbosus (Mtot.) Lye
716. Cyperus pseudodiaphanus (S.S.Hooper) Lye
717. Cyperus pseudodistans Uittien
718. Cyperus pseudohildebrandtii Kük.
719. Cyperus pseudokyllingioides Kük.
720. Cyperus pseudopeteri (Goetgh.) Bauters
721. Cyperus pseudopetiolatus G.C.Tucker
722. Cyperus pseudopilosus (C.B.Clarke) Govaerts
723. Cyperus pseudosomaliensis Kük.
724. Cyperus pseudothyrsiflorus (Kük.) R.Carter & S.D.Jones
725. Cyperus pseudovegetus Steud.
726. Cyperus pseudovestitus (C.B.Clarke) Kük.
727. Cyperus pubens Kük.
728. Cyperus pulchellus R.Br.
729. Cyperus pulcher Thunb.
730. Cyperus pulcherrimus Willd. ex Kunth
731. Cyperus pulguerensis M.T.Strong
732. Cyperus pulicaris Kük.
733. Cyperus pumilus L.
734. Cyperus puncticulatus Vahl
735. Cyperus purpureoluteus (Ridl.) Bauters
736. Cyperus purpureoviridis Lye
737. Cyperus pustulatus Vahl
738. Cyperus pycnostachyus (Kunth) Kunth
739. Cyperus pyramidalis (Govind.) V.P.Prasad & Govaerts
740. Cyperus radians Nees & Meyen ex Kunth
741. Cyperus ramosus (Benth.) Kük.
742. Cyperus rapensis F.Br.
743. Cyperus raynalianus (Govind.) Bauters
744. Cyperus recurvispicatus Lye
745. Cyperus reddyi (S.S.Hooper) Bauters
746. Cyperus redolens Maury ex Micheli
747. Cyperus reduncus Hochst. ex Boeckeler
748. Cyperus reflexus Vahl
749. Cyperus refractus Engelm. ex Boeckeler
750. Cyperus regiomontanus Britton
751. Cyperus rehmii Merxm.
752. Cyperus remotispicatus S.S.Hooper
753. Cyperus remotus (C.B.Clarke) Kük.
754. Cyperus renschii Boeckeler
755. Cyperus retroflexus Buckley
756. Cyperus retrofractus (L.) Torr.
757. Cyperus retrorsus Chapm.
758. Cyperus rheophyticus Lye
759. Cyperus rhizomafragilis (Lye) Lye
760. Cyperus rhizomatosus (C.B.Clarke) Kük.
761. Cyperus rhynchosporoides Kük.
762. Cyperus richardii Steud.
763. Cyperus ridleyi Mattf. & Kük.
764. Cyperus rigens J.Presl & C.Presl
765. Cyperus rigidellus (Benth.) J.M.Black
766. Cyperus rigidifolius Steud.
767. Cyperus robinsonianus (Mtot.) Lye
768. Cyperus robinsonii Podlech
769. Cyperus rockii Kük.
770. Cyperus rohlfsii Boeckeler
771. Cyperus rotundus L., okruglasti oštrik
772. Cyperus rubicundus Vahl
773. Cyperus rubriglumosus Govind.
774. Cyperus rufostriatus C.B.Clarke ex Cherm.
775. Cyperus rukwanus Huygh
776. Cyperus rupestris Kunth
777. Cyperus rupicola S.T.Blake
778. Cyperus ruwenzoriensis (C.B.Clarke) Huygh
779. Cyperus sahelii Väre & Kukkonen
780. Cyperus salzmannianus (Steud.) Bauters
781. Cyperus sandwicensis Kük.
782. Cyperus sanguineoater Boeckeler
783. Cyperus sanguinolentus Vahl
784. Cyperus sartorii Kük.
785. Cyperus scaber (R.Br.) Boeckeler
786. Cyperus scabricaulis Lye
787. Cyperus scaettae (Cherm.) Reynders
788. Cyperus scariosus R.Br.
789. Cyperus schaffneri Boeckeler
790. Cyperus schimperianus Steud.
791. Cyperus schinzii Boeckeler
792. Cyperus schlechteri C.B.Clarke
793. Cyperus schomburgkianus Nees
794. Cyperus schomburgkii (Friedl.) Bauters
795. Cyperus schweinfurthii (Chiov.) Kük.
796. Cyperus schweinitzii Torr.
797. Cyperus sciaphilus Cherm.
798. Cyperus scleropodus Chiov.
799. Cyperus scott-elliotii Govaerts
800. Cyperus sculptus S.T.Blake
801. Cyperus secubans K.L.Wilson
802. Cyperus seemannianus Boeckeler
803. Cyperus sellowianus (Kunth) T.Koyama
804. Cyperus semifertilis S.T.Blake
805. Cyperus semiochraceus Boeckeler
806. Cyperus semitrifidus Schrad.
807. Cyperus senegalensis (C.B.Clarke) Mattf. & Kük.
808. Cyperus sensilis Baijnath
809. Cyperus serotinus Rottb., kasni oštrik
810. Cyperus serratangulus (Peter & Kük.) Huygh
811. Cyperus seslerioides Kunth
812. Cyperus sesquiflorus (Torr.) Mattf. & Kük.
813. Cyperus setiformis Korsh.
814. Cyperus setigerus Torr. & Hook.
815. Cyperus sexangularis Nees
816. Cyperus sexflorus R.Br.
817. Cyperus sharonensis Danin & Kukkonen
818. Cyperus sharpei R.Booth, D.J.Moore & Hodgon
819. Cyperus shepherdii G.C.Tucker & Gandhi
820. Cyperus siamensis (C.B.Clarke) Bauters
821. Cyperus sieberianus Spreng.
822. Cyperus sikkimensis Kük.
823. Cyperus silletensis Nees
824. Cyperus simaoensis Y.Y.Qian
825. Cyperus simplex Kunth
826. Cyperus simpsonii (Muasya) Larridon
827. Cyperus smithianus Ridl.
828. Cyperus solidifolius Boeckeler
829. Cyperus solidus Kunth
830. Cyperus somalidunensis Lye
831. Cyperus somaliensis C.B.Clarke
832. Cyperus songeensis (Lye) Lye
833. Cyperus soongoricus Kar. & Kir.
834. Cyperus sordidus J.Presl & C.Presl
835. Cyperus soyauxii Boeckeler
836. Cyperus spectabilis Link
837. Cyperus sphacelatus Rottb.
838. Cyperus sphaerocephalus Vahl
839. Cyperus sphaeroideus L.A.S.Johnson & O.D.Evans
840. Cyperus sphaerolepis Boeckeler
841. Cyperus sphaerospermus Schrad.
842. Cyperus spicigerus Vahl
843. Cyperus spissiflorus (C.B.Clarke) K.Schum.
844. Cyperus splendens (Cherm.) Kük.
845. Cyperus sporobolus R.Br.
846. Cyperus squarrosulus (Cherm.) Kük.
847. Cyperus squarrosus L.
848. Cyperus steadii Kük.
849. Cyperus stenophyllus Valck.Sur.
850. Cyperus stergiosii G.C.Tucker
851. Cyperus steudneri (Boeckeler) Larridon
852. Cyperus stewartii G.C.Tucker
853. Cyperus stolonifer Retz.
854. Cyperus stradbrokensis Domin
855. Cyperus stramineoferrugineus Kük.
856. Cyperus strigosus L.
857. Cyperus subaequalis Baker
858. Cyperus subbadius Kük.
859. Cyperus subcaracasanus Kük.
860. Cyperus subcastaneus D.A.Simpson
861. Cyperus subfuscus Debeaux
862. Cyperus sublaevicarinatus Mattf. & Kük.
863. Cyperus submicrolepis Kük.
864. Cyperus subpapuanus Kük.
865. Cyperus subparadoxus Kük.
866. Cyperus subsquarrosus (Muhl.) Bauters
867. Cyperus substramineus Kük.
868. Cyperus subtenax Kük.
869. Cyperus subtenuis (Kük.) M.T.Strong
870. Cyperus subtilis (Kük.) Väre & Kukkonen
871. Cyperus subtrigonus (C.B.Clarke) Kük.
872. Cyperus subulatus R.Br.
873. Cyperus sulcinux C.B.Clarke
874. Cyperus sumbawangensis (Hoenselaar) Lye
875. Cyperus surinamensis Rottb.
876. Cyperus svensonii G.C.Tucker
877. Cyperus swartzii (A.Dietr.) Boeckeler ex Kük.
878. Cyperus szechuanensis T.Koyama
879. Cyperus tabina Steud. ex Boeckeler
880. Cyperus tabularis Schrad.
881. Cyperus tacnensis Nees & Meyen
882. Cyperus tanganyicanus (Kük.) Lye
883. Cyperus tanyphyllus Ridl.
884. Cyperus tanzaniae (Lye) Lye
885. Cyperus tatandaensis Muasya & D.A.Simpson
886. Cyperus tempeae G.C.Tucker
887. Cyperus tenax Boeckeler
888. Cyperus tenerrimus J.Presl & C.Presl
889. Cyperus tenuiculmis Boeckeler
890. Cyperus tenuifolius (Steud.) Dandy
891. Cyperus tenuis Sw.
892. Cyperus tenuispica Steud.
893. Cyperus tenuispiculatus Boeckeler
894. Cyperus tetracarpus Boeckeler
895. Cyperus tetragonus Elliott
896. Cyperus tetraphyllus R.Br.
897. Cyperus thomasii G.C.Tucker
898. Cyperus thomsonii Boeckeler
899. Cyperus thorelii E.G.Camus
900. Cyperus thorncroftii McClean
901. Cyperus thunbergii Vahl
902. Cyperus thyrsiflorus Jungh.
903. Cyperus tibialis (Poit. ex Ledeb.) Govaerts
904. Cyperus tisserantioides (Mtot.) Lye
905. Cyperus tomaiophyllus K.Schum.
906. Cyperus tonkinensis C.B.Clarke
907. Cyperus trachysanthos Hook. & Arn.
908. Cyperus trailii C.B.Clarke
909. Cyperus trialatus (Boeckeler) J.Kern
910. Cyperus trichodes Griseb.
911. Cyperus trigonellus Suess.
912. Cyperus trinervis R.Br.
913. Cyperus trisulcus D.Don
914. Cyperus tuckerianus Pereira-Silva, Hefler & R.Trevis.
915. Cyperus × turbatus Baijnath
916. Cyperus turrialbanus Gómez-Laur.
917. Cyperus turrillii Kük.
918. Cyperus tweediei C.B.Clarke
919. Cyperus ugogensis Peter & Kük.
920. Cyperus uitenhagensis (Steud.) C.Archer & Goetgh.
921. Cyperus uncinulatus Schrad. ex Nees
922. Cyperus undulatus Kük.
923. Cyperus unicolor Boeckeler
924. Cyperus unifolius Boeckeler
925. Cyperus unioloides R.Br.
926. Cyperus unispicatus Bauters, Reynders & Goetgh.
927. Cyperus urbani Boeckeler
928. Cyperus usitatus Burch.
929. Cyperus ustulatus A.Rich.
930. Cyperus vaginatus R.Br.
931. Cyperus vandervekenii Reynders, Dhooge & Goetgh.
932. Cyperus varicus (C.B.Clarke ex Cherm.) Kük.
933. Cyperus vatkeanus (Boeckeler) Goetgh.
934. Cyperus ventricosus R.Br.
935. Cyperus vestitus Hochst. ex C.Krauss
936. Cyperus vicky-martiniae G.C.Tucker
937. Cyperus victoriensis C.B.Clarke
938. Cyperus virens Michx.
939. Cyperus viscidulus K.L.Wilson
940. Cyperus volckmannii Phil.
941. Cyperus volkielloides Muasya & Vollesen
942. Cyperus volodia Cherm.
943. Cyperus vorsteri K.L.Wilson
944. Cyperus waillyi (Cherm.) Lye
945. Cyperus wallichianus Spreng.
946. Cyperus welwitschii (Ridl.) Lye
947. Cyperus whitmeei (C.B.Clarke) Kük.
948. Cyperus wilburii G.C.Tucker
949. Cyperus wissmannii O.Schwartz
950. Cyperus xantholepis (Nelmes) Lye
951. Cyperus xanthostachyus Steud.
952. Cyperus xerophilus Cherm.
953. Cyperus yadavii Wad.Khan, D.P.Chavan & Solanke
954. Cyperus zollingeri Steud.
955. Cyperus zollingerioides C.B.Clarke
956. Cyperus zonatissimus Kük.
957. Cyperus zonatus Kük.